# Película infantil

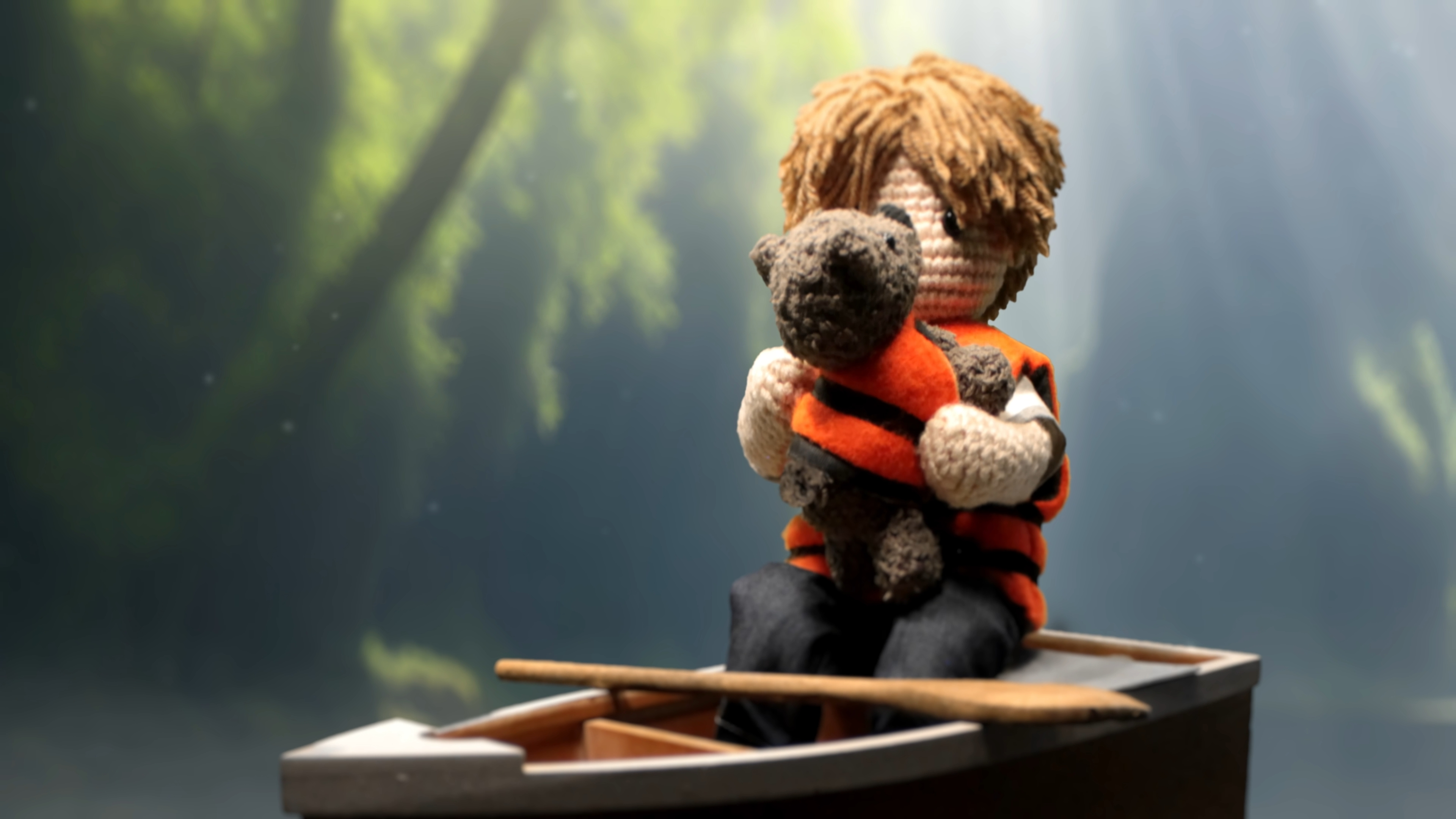
Escena de la gran aventura de Sam y Duke en el río, película infantil.

Una película infantil es una película destinada a un público de corta edad, adaptada a sus intereses y a su nivel de comprensión. 
Entre las películas pensadas para niños encontramos numerosas películas de animación, aunque este género sea mucho más amplio y no está reservado a este tipo de público. Sus temáticas más comunes suelen ser las aventuras, la fantasía, los temas sentimentales (que no amorosos) y los cuentos y leyendas. En ellas se intentan evitar los elementos de horror, y su estructura narrativa suele ser muy simple (planteamiento, nudo y desenlace), con una moral elemental dividida entre el "bien" y el "mal" (aunque este último siempre es castigado).
Los protagonistas de este tipo de películas son la mayoría de las veces niños o animales, rara vez adultos. Algunos autores las consideran una extensión de la literatura infantil. Como en el caso de la literatura infantil, en estas películas se busca entretener a los niños pero también educarlos e inculcarles valores éticos. La duración de estas películas suele ser relativamente reducida para así poder mantener la atención de los espectadores durante todo su desarrollo.
A partir de los años 2000 se popularizan las películas infantiles de animación en tres dimensiones, y a veces con temáticas más complejas.

## Clasificación legal
Las películas aptas para niños son clasificadas según diferentes criterios, que pueden variar según el país. 
En España, el ICAA (Instituto de Cinematografía y Artes Audiovisuales), o el órgano competente de cada Comunidad Autónoma, clasifica las películas en las siguientes categorías: 
- Apta para todos los públicos
- No recomendada para menores de siete años
- Especialmente recomendada para la infancia
- No recomendada para menores de doce años
- No recomendada para menores de dieciséis años
- No recomendado para menores de dieciocho años
- Película X.[3]

De esta manera, los padres, tutores o profesores pueden elegir mejor las películas que van a mostrar a los niños.
En Estados Unidos, la MPAA (Motion Picture Association of America) decide la clasificación de las películas sobre la base de los siguientes criterios: 
- G (General Audiences, o “Apta para todos los públicos”)
- PG (Parental Guidance Suggested, que indica que se recomienda la opinión de un adulto sobre su adecuación a los niños)
- PG-13 (Parents Strongly Cautioned, “No recomendada para menores de trece años”)
- R (Restricted, que requiere la compañía de un padre o adulto acompañante)
- NC-17 (Adults Only, prohibido a los niños).

La clasificación de una película como PG-13 o cualquiera de sus categorías superiores puede afectar negativamente a su distribución.

## Escenas sólo para niños sin escenas obscenas
En las películas infantiles, prohíben el lenguaje soez y todo tipo de contenido no apropiado, en algunas películas para no decir ningún contenido que es para adultos, lo censuran, el lenguaje malsonante es agregado por efectos de sonido cualquiera como un claxon o de un instrumento, para censurar las palabras no apropiadas y otras escenas son tapadas o censuradas para evitar el contenido inapropiado para el público infantil. También, en las manos de los personajes, en algunas películas, traen cinco dedos en las manos con el dedo medio, pero otras con cuatro dedos ya que retiran el dedo medio y los dejan con cuatro dedos, ya que sería inapropiado o vendría un riesgo para el público infantil. 